# James Clark Ross
Sir James Clark Ross (15. dubna 1800 Londýn – 3. dubna 1862 Aylesbury, Spojené království) byl britský námořní důstojník a polárník
Prozkoumal velkou část Arktidy, při výpravách se strýcem Johnem Rossem a Williamem Parrym, kdy mimo jiné zkoumal život Inuitů a roku 1831 poprvé určil polohu severního magnetického pólu Země. Patřil také k prvním průzkumníkům Antarktidy s výpravou k tomu upravených lodí Erebus a Terror v letech 1839–1843. Při ní objevil Rossův šelfový ledovec, pojmenováno po něm bylo i Rossovo moře a Rossův ostrov a ostrov Jamese Rosse.

## Mládí
James Clark Ross se narodil 15. dubna 1800 v Londýně jako třetí syn skotského obchodníka George Rosse a jeho ženy Christiny Clark. Od dětství měl velmi blízko k námořnictvu i severským oblastem, neboť jeho strýcem byl známý polárník John Ross (1777–1856). Právě pod jeho vlivem již v roce 1812, krátce před svými dvanáctými narozeninami vstoupil do Britského královského námořnictva. Kariéru začal pod vedením strýce na lodi HMS Briseis, se kterou se plavili celých šest let. Poté oba krátce sloužili na lodi HMS Actaeon v Baltském moři, Bílém moři i na kanálu La Manche a později na lodi HMS Driver na západním pobřeží Skotska. Jeho strýc John se zasloužil také o to, že James velmi rychle povyšoval.

## Výpravy do Arktidy

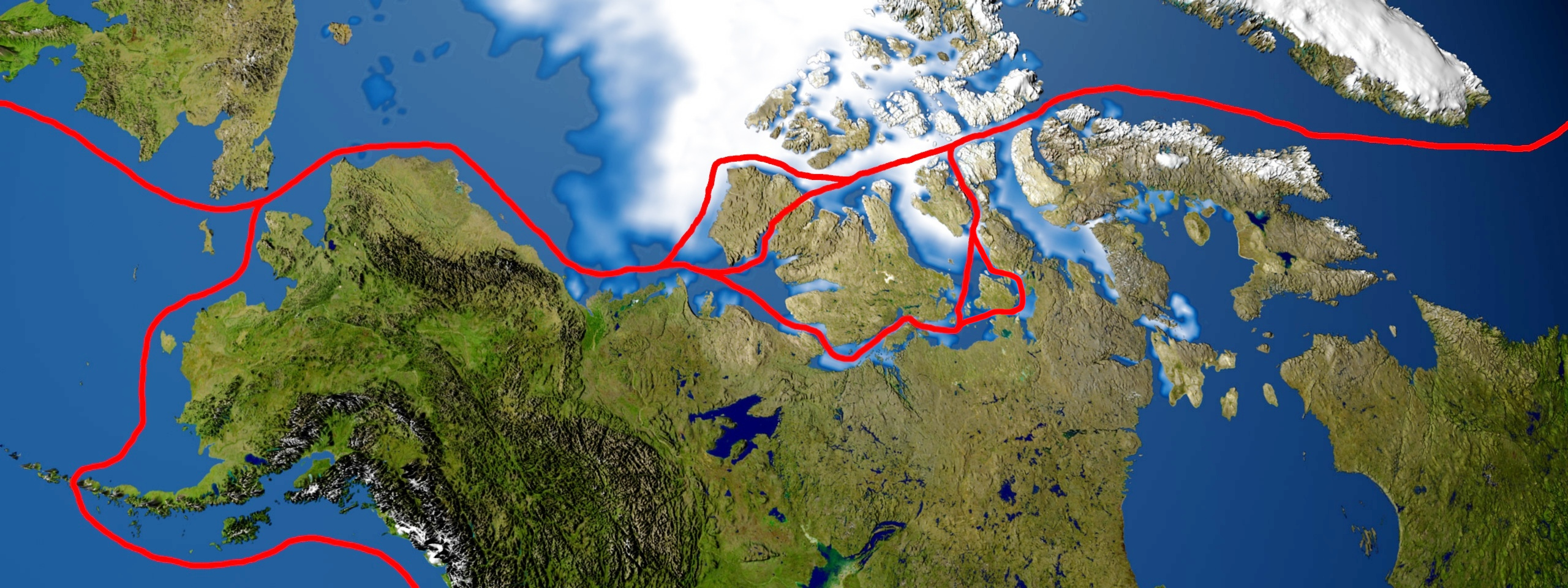
Severozápadní průjezd

V letech 1818–1833 se James Clark Ross zúčastnil mnoha výprav do Arktidy, jejichž cílem bylo zejména nalezení Severozápadního průjezdu mezi Baffinovým zálivem a Beringovým průlivem. Ačkoliv výpravy nebyly v tomto ohledu úspěšné, podařilo se jim velmi podrobně prozkoumat rozsáhlé části pobřeží Severní Ameriky. James strávil v Arktidě téměř beze zbytku 15 let a získal více zkušeností než jakýkoli jeho současník. Při expedicích prokázal velký zájem o polární oblasti a věnoval se vědeckým výzkumům. Zejména se zajímal o geomagnetismus.

### První výprava (1818)
John Ross byl 11. prosince 1817 i se svým synovcem přizván k účasti v expedici, jejímž cílem bylo proplutí Severozápadního průjezdu. Výprava, která byla na moři od dubna do poloviny listopadu roku 1818, měla k dispozici dvě lodě: HMS Isabella a HMS Alexander. John Ross velel na Isabelle, zatímco jeho zástupce William Edward Parry (1790–1855) vedl loď Alexander. Admiralita nebyla spokojena s výsledky expedice a vyslala Williama Parryho, aby předložené zprávy znovu ověřil. Parry si Johna Rosse vybral jako svého zástupce pro tuto i tři následné expedice a všech výprav se zúčastnil i James Ross.

### Druhá výprava (1819–1820)
Expedice vyplula s loděmi HMS Hecla a HMS Griper v květnu roku 1819. Cestu Severozápadním průjezdem se nepodařilo nalézt, ale přesto se jednalo o nejúspěšnější expedici své doby, která zdokumentovala přes 1000 km severoamerického pobřeží. Výprava musela přezimovat na Melvillově ostrově a do Británie se vrátila počátkem listopadu roku 1820.

### Třetí výprava (1821–1823)
V květnu roku 1821 vyplula na lodích HMS Hecla a HMS Fury k Arktidě další výprava, které velel William Parry. V zálivu Boothia lodě na dva roky zamrzly v ledu: první zimu na Winter Island a podruhé u ostrova Igloolik. Do Británie tak dopluli až na podzim roku 1823. James Ross studoval jako na předchozích výpravách místní flóru i faunu a naučil se od Eskymáků využívat saně. 26. prosince 1822 byl povýšen na poručíka a po návratu do vlasti byl za svou aktivitu v přírodovědném bádání oceněn přijetím do Londýnské Linného společnosti.

### Čtvrtá výprava (1824–1825)
Třetí Parryho výprava vyplula v roce 1824 se stejnými loděmi HMS Hecla a HMS Fury. James Clark Ross se na palubě lodi Fury kromě přírodovědných výzkumů věnoval také magnetometrickým měřením a oceánografickým studiím. Tentokrát však byla expedice jen málo úspěšná a v obtížných podmínkách postupovala na západ velmi pomalu. Cesta skončila katastrofou, když 1. srpna 1825 loď Fury ztroskotala u ostrova Somerset. William Parry se pak rozhodl více neriskovat a raději se vrátit zpět. Místo ztroskotání pojmenoval pláž Fury a nepotřebné potraviny i jiné zásoby ponechal na místě pro příští expedice. Do Británie doplul 12. října 1825.

### Pátá výprava (1827–1828)
Čtvrtá expedice Williama Parryho nevedla k Severní Americe, ale pokusila se dosáhnout severního pólu. James Ross přitom zastával post druhého velitele a Parryho zástupce. Výprava vyrazila 4. března 1827 na lodi HMS Hecla ze Špicberků za legendárním otevřeným polárním mořem. 21. června byly z lodě vyloženy čluny a ukotveny na saně. 26. července se však všichni museli zhruba po 160 kilometrech obrátit na zpáteční cestu, když dosáhli úrovně 82°45′ s. š. K návratu je přimělo nejen špatné počasí, ale také fakt, že téměř nebylo možné plně naložené čluny utáhnout. Led se pod nimi navíc poměrně rychle pohyboval směrem k jihu, takže zkracoval ušlou vzdálenost téměř na polovinu. James Ross byl 8. listopadu 1827 povýšen na velitele, ale po návratu z výpravy zůstal v záloze, mimo službu.

### Šestá výprava (1829–1833)
V letech 1829–1833 zorganizoval John Ross další výpravu k Severozápadnímu průjezdu, financovanou tentokrát ze soukromých zdrojů bohatého podnikatele Felixe Boothe. William Parry se této výpravy již neúčastnil, zástupcem Johna Rosse byl jeho synovec James Ross. Expedice měla k dispozici opět dvě plavidla: kolesový parník Victory doprovázený menší zásobovací lodí Kruzenstern. Ze Skotska vypluli 13. června 1829. Po zastávce na západním pobřeží Grónska pokračovala expedice dál směrem na západ až k zálivu Prince Regent. Koncem září však zůstali uvězněni v ledu v místě nazvaném Felix Harbour. Vyprostit se jim nepodařilo ani následující léto v roce 1830 a dokázali doplout jen o několik kilometrů severněji, na kotviště pojmenované Sheriff Harbour. Také v létě 1831 se jim povedl pouze nepatrný posun a nový přístav nazvali Victory Harbour.
Během této doby podnikal James Ross saňové průzkumné cesty po blízkém i vzdálenějším okolí a podrobně je zmapoval. Popsal také zvyky místních Inuitů a naučil se od nich mimo jiné stravou předcházet kurdějím. 31. května – 1. června 1831 se Jamesovi podařilo na jedné z cest nalézt severní magnetický pól na pobřeží poloostrova Boothia.
Během další zimy na přelomu let 1831–1832 se John Ross rozhodl opustit loď, naložit potřebné věci na čluny, upevněné na saních a odejít pěšky k pláži Fury. Ještě zimu 1833 však museli kvůli nepřízni počasí strávit v zálivu Prince Regent. V přežití jim stále pomáhaly zásoby ze ztroskotané lodi Fury. 14. srpna 1833 se konečně ledové sevření moře uvolnilo a expedice se vydala na zpáteční cestu. 26. srpna 1833 jim připlula do Baffinova zálivu na pomoc velrybářská loď HMS Isabella. Po návratu do Británie oba velitele přijal král Vilém IV. a po celé zemi se jim dostalo ocenění. Expedice byla první, které se povedlo úspěšně přežít v Arktidě tak dlouhé období, přičemž ztratili pouze tři muže. Největším úspěchem však byl objev magnetického pólu. James Clark Ross byl i z toho důvodu 28. října 1834 povýšen na kapitána.
V letech 1835–1838 James Ross pracoval na prvním systematickém magnetickém průzkumu britských ostrovů. Práci přerušil jen v období od ledna do září roku 1836, kdy se vydal na lodi HMS Cove zachránit 11 zamrzlých velrybářských lodí v Davisově průlivu. Než se k nim však obtížnou cestou probil, všem kromě jedné se již podařilo odplout. Ani poslední loď již nenašel, protože pravděpodobně ztroskotala.

## Výprava do Antarktidy

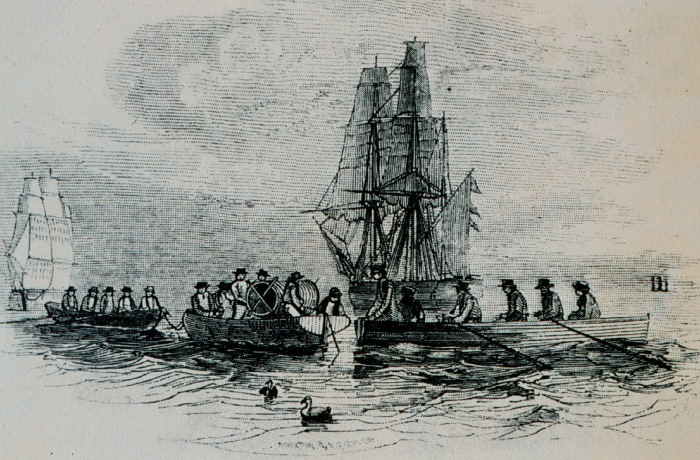
Lodi Erebus a Terror

Když koncem 30. let 19. století organizovala londýnská Královská společnost expedici, která měla studovat zemský magnetismus a lokalizovat jižní magnetický pól, nenalezla do jejího čela vhodnější a způsobilejší osobu, než byl právě kapitán James Clark Ross. Výprava byla pravým opakem Wilkesovy expedice. Měla velkou podporu vlády, a to jak ideovou, tak finanční. James Ross měl k dispozici výborné důstojníky, spolehlivá plavidla i přístroje. Lodě HMS Erebus (372 tun) a HMS Terror (340 tun) byly těžké, původně válečné lodě, speciálně vyztužené pro plavbu mezi ledem. Díky předchozím zkušenostem z Arktidy byla výprava dobře zásobena potravinami včetně stravy proti kurdějím a také posádka byla kvalitně ošacena i vybavena.

Trasa Rossovy výpravy do Antarktidy

Lodě vypluly z Anglie 19. září 1839. Na Erebu velel sám Ross, zatímco Terror vedl jeho dobrý přítel Francis Crozier. Výprava měla nejprve za úkol zřídit magnetometrické pozorovatelny na ostrově sv. Heleny a na Mysu Dobré naděje. Během května až července roku 1840 James Ross podrobně prozkoumal Kergueleny, přičemž zde prováděl magnetometrická, astronomická i oceánografická měření. Ve dnech 15.–16. srpna 1840 zakotvil v Hobartu na Tasmánii, aby zde přezimoval a dokončil poslední přípravy před cestou k Antarktidě. Také zde byla zřízena magnetometrická pozorovatelna. Od místního guvernéra a zkušeného polárníka Johna Franklina získal cenné informace. V novinách se však také dočetl o úspěšných antarktických výpravách, které vedli Jules Dumont d'Urville a Charles Wilkes. S Wilkesem se dokonce setkal osobně a obdržel od něj výsledky jeho mapování antarktického pobřeží. Protože James nechtěl plout ve stopách svých zahraničních kolegů, vydal se východněji, až ke 170° východní délky, a teprve pak zamířil k jihu.
Z Hobartu vyplul 12. listopadu 1840. Dne 5. ledna 1841 lodě zastavil plující led. Zkušený Ross se rozhodl vplout mezi kry. Po téměř 200 km opatrného manévrování dosáhl 9. ledna 1841 opět volného moře. Dne 11. ledna však zcela neočekávaně objevil pevninu, která mu zabránila v další cestě za jižním magnetickým pólem. Ten se přitom nalézal již nedaleko. Dne 12. ledna přistáli členové expedice na blízkém Possession Island a novou pevninu zabrali jménem královny Viktorie pro Británii. Pojmenovali ji jednoduše Viktoriina země.
Výprava pak pokračovala dál podél pobřeží a snažila se nalézt cestu k jihu. Dne 27. ledna objevili dva vysoké sopečné kužele. Činná sopka, nad níž se právě válely chuchvalce dýmu, byla nazvána Erebus. Vedle stojící vrchol vyhaslého vulkánu dostal jméno Terror. 28. ledna další cestě zamezila velká ledová bariéra, tyčící se do výše až 90 metrů nad mořskou hladinu. Později byla pojmenovaná jako Rossův ledový šelf. Expedice plula celkem asi 450 km podél jejího okraje ve snaze nalézt průjezd, avšak ledová stěna byla bez konce. James Ross dosáhl rekordní úrovně 78°4′ jižní šířky, ale poté se rozhodl k návratu do Hobartu, neboť počasí se s blížící se zimou horšilo.
Dne 23. listopadu 1841 vyplul James Clark Ross znovu k jihu s nadějí, že ledovcovou bariéru lépe prozkoumá a nalezne průliv, kterým by mohl proniknout do blízkosti jižního magnetického pólu. Ani tentokrát však nebyl úspěšný a konec ledové stěny nenalezl. Dne 23. února dosáhl nového rekordu 78°10′ jižní šířky, ale kvůli špatnému počasí a blížící se zimě se obrátil na zpáteční cestu. Během ní jej stíhala zloba živlů. Vichřice si s loďmi pohrávala a 13. ledna je rozbouřené moře vrhlo na skupinu ledovců. Ve snaze vyhnout se srážce narazily obě lodi při manévrování do sebe, Terror přistál na Erebu a téměř jej rozdrtil. Jen zázrakem unikly lodě zkáze a posádka utopení. Po mnoha útrapách, kdy z obou plavidel zůstaly prakticky jen vraky, dorazili 6. dubna na Falklandské ostrovy, kde pět měsíců přezimovali.
Potřetí se o průnik k jihu pokusili v roce 1842, tentokrát ve stopách Jamese Weddella. Z Falkland vypluli 17. prosince 1842, setkal se však se zamrzlým mořem, stejně jako všichni ostatní (kromě Weddella). Dosáhli pouhých 73°30′ jižní šířky a poté odpluli do Anglie. Dne 4. září 1843 zakotvili ve Folkestone. Magnetický jižní pól James Clark Ross nenalezl.

## Závěr života
Po návratu do vlasti byl James Clark Ross pasován na rytíře a hned 18. října 1843 se také oženil s Ann Coulman (cca 1817–1854). V roce 1845 se přestěhovali do Aston Abbots u Aylesbury (hrabství Buckinghamshire), kde vychovávali své dítě.
Annin otec si prý před svatbou kladl podmínku, že James ukončí své polární výpravy. Tuto podmínku Ross dodržel s jedinou výjimkou, když (se svolením své ženy) v době od 12. května 1848 do 26. listopadu 1849 na lodích HMS Enterprise a HMS Investigator neúspěšně pátral po zmizelé výpravě Johna Franklina.
V roce 1842 byl James Ross za svou činnost odměněn zlatými medailemi Londýnské i Pařížské geografické společnosti. V roce 1847 vydal zajímavé vylíčení svých zážitků a zkušeností v knize Objevné a výzkumné cesty v jižních a antarktických mořích (A Voyage of Discovery and Research in the Southern and Antarctic Regions). O rok později byl přijat do Královské společnosti a v roce 1856 získal hodnost kontradmirála.
James Clark Ross zemřel 3. dubna 1862 a byl pohřben i se svou ženou v Aston Abbots. Poblíž jeho sídla je dnes jezero se dvěma ostrůvky, pojmenovanými Erebus a Terror.
Až do své smrti James Ross pochyboval o tom, že jednotlivé objevené části antarktické pevniny jsou součástí celistvého kontinentu. Bellingshausenovy, d’Urvillovy i vlastní objevy považoval vždy jen za velké ostrovy. Byl natolik silnou vědeckou autoritou, že mnozí zeměpisci ještě dlouho zakreslovali kolem jižního pólu jen ostrovy a neodvažovali se jednotlivé objevené úseky spojit v jeden celek.